# Orcs Must Die! Unchained
Orcs Must Die! Unchained — онлайн-екшен, в якому гравцям, розділеним на дві команди по п'ять чоловік, належить битися один з одним. Orcs Must Die! Unchained є третьою грою у франшизі від Robot Entertainment,Orcs Must Die!

## Мапи
- Зіткнення Кліфсайд — шляхетна фортеця розташована в центрі ідилічного острівця: майже ідеальне місце, щоб звільнити ваш дух. Однак зовнішність оманлива. На двох доріжках, орди орків, кобальдів і потік грізлі з військових таборів, які безжально пробиваються до ворожого розлому. Зіткнення Кліфсайд проста мапа, яка підійде для нових гравців.
- Нагір'я — крапельний потік, гриби що світяться у печері, кипляча лава і могутній комплекс замку все навколо: це установка для мапи Нагір'я. Три смуги на цій карті відкривають нову хвилю тактичних можливостей. Яку з них ви відкриєте в першу чергу? Кинути ворога в озеро, або прямо в лаву — краще, ніж потім шкодувати, та ви й самі знаєте.

## Персонажі
- Чорний кіготь — герой класу «вбивця», що використовує кігті та ікла у бою.
- Хогарт - могутній вартовий, озброєний сокирою та магією холоду.
- Айві (Плющ) зцілює союзників.
- Ґабріелла є майстром таємної магії. Була антагоністом першої та протагоністом другої частин серії.
- Максиміліан є героєм дальнього бою, що б'є по області. Був протагоністом першої та другої частин серії.
- Доббін підтримує команду створенням тунелів та вибуховими трюками.
- Сігнус — чаклун дального бою, який живиться маною.
- Стінкі (Смердюче око) може створювати маленький оазис смерті, використовуючи свої тотеми.
- Міднайт (Північ) підкрадається до ворога з тилу.
- Смолдер (Тліючий вогонь) використовує вогонь.
- Озіел'с використовує життя противників для поповнення мани.
- Зої використовує магію, швидкість та гнучкість.